# Рудний (Благовіщенський район)
Р́удний (рос. Рудный, башк. Рудный) — присілок (у минулому селище) у складі Благовіщенського району Башкортостану, Росія. Входить до складу Тугайської сільської ради.
Населення — 26 осіб (2010; 41 в 2002).
Національний склад:
- росіяни — 54 %
- башкири — 27 %